# UFC on ESPN: Lemos vs. Jandiroba
 UFC on ESPN: Lemos vs. Jandiroba  (conosciuto anche come UFC on ESPN 60, oppure UFC Vegas 94) è stato un evento di arti marziali miste tenuto dalla Ultimate Fighting Championship il 20 luglio 2024 all'UFC Apex di Las Vegas, negli Stati Uniti.

## Risultati
|                  | Divisione             |                        |                 |                    | Metodo                                  | Round           | Tempo           | Premio          |
| Card Principale  | Card Principale       | Card Principale        | Card Principale | Card Principale    | Card Principale                         | Card Principale | Card Principale | Card Principale |
| ---------------- | --------------------- | ---------------------- | --------------- | ------------------ | --------------------------------------- | --------------- | --------------- | --------------- |
|                  | Pesi paglia femminili | Virna Jandiroba        | batte           | Amanda Lemos       | Sottomissione (armbar)                  | 2               | 4:48            | POTN            |
|                  | Pesi piuma            | Steve Garcia           | batte           | Choi Seung-woo     | KO tecnico (pugni)                      | 1               | 1:36            | POTN            |
|                  | Pesi leggeri          | Kurt Holobaugh         | batte           | Kaynan Kruschewsky | Decisione unanime (29–28, 29–28, 29–28) | 3               | 5:00            |                 |
|                  | Pesi mosca            | Bruno Gustavo da Silva | batte           | Cody Durden        | KO tecnico (pugni)                      | 2               | 2:58            | POTN            |
|                  | Pesi piuma            | Choi Doo-ho            | batte           | Bill Algeo         | KO tecnico (sottomissione ai pugni)     | 2               | 3:38            |                 |
|                  | Pesi piuma            | Hyder Amil             | batte           | Lee Jeong-yeong    | KO tecnico (pugni)                      | 1               | 1:05            | POTN            |
| Card Preliminare |                       |                        |                 |                    |                                         |                 |                 |                 |
|                  | Pesi gallo            | Cody Gibson            | batte           | Brian Kelleher     | Sottomissione (arm-triangle choke)      | 1               | 3:58            |                 |
|                  | Pesi mosca femminili  | Miranda Maverick       | batte           | Dione Barbosa      | Decisione unanime (29–28, 30–27, 30–27) | 3               | 5:00            |                 |
|                  | Pesi leggeri          | Trey Ogden             | batte           | Loik Radzhabov     | Decisione unanime (29–28, 29–28, 30–27) | 3               | 5:00            |                 |
|                  | Pesi mosca femminili  | Luana Carolina         | batte           | Lucie Pudilová     | Decisione unanime (29–28, 29–28, 30–27) | 3               | 5:00            |                 |
|                  | Pesi massimi          | Thomas Petersen        | batte           | Mohammed Usman     | Decisione unanime (30–27, 30–27, 30–27) | 3               | 5:00            |                 |

## Premi
I lottatori premiati ricevettero un bonus di 50.000 dollari.
Legenda:
- FOTN: Fight of the Night (vengono premiati entrambi gli atleti per il miglior incontro dell'evento)
- POTN: Performance of the Night (viene premiato il vincitore per la migliore performance dell'evento)